# Gia đình nhà Kardashian

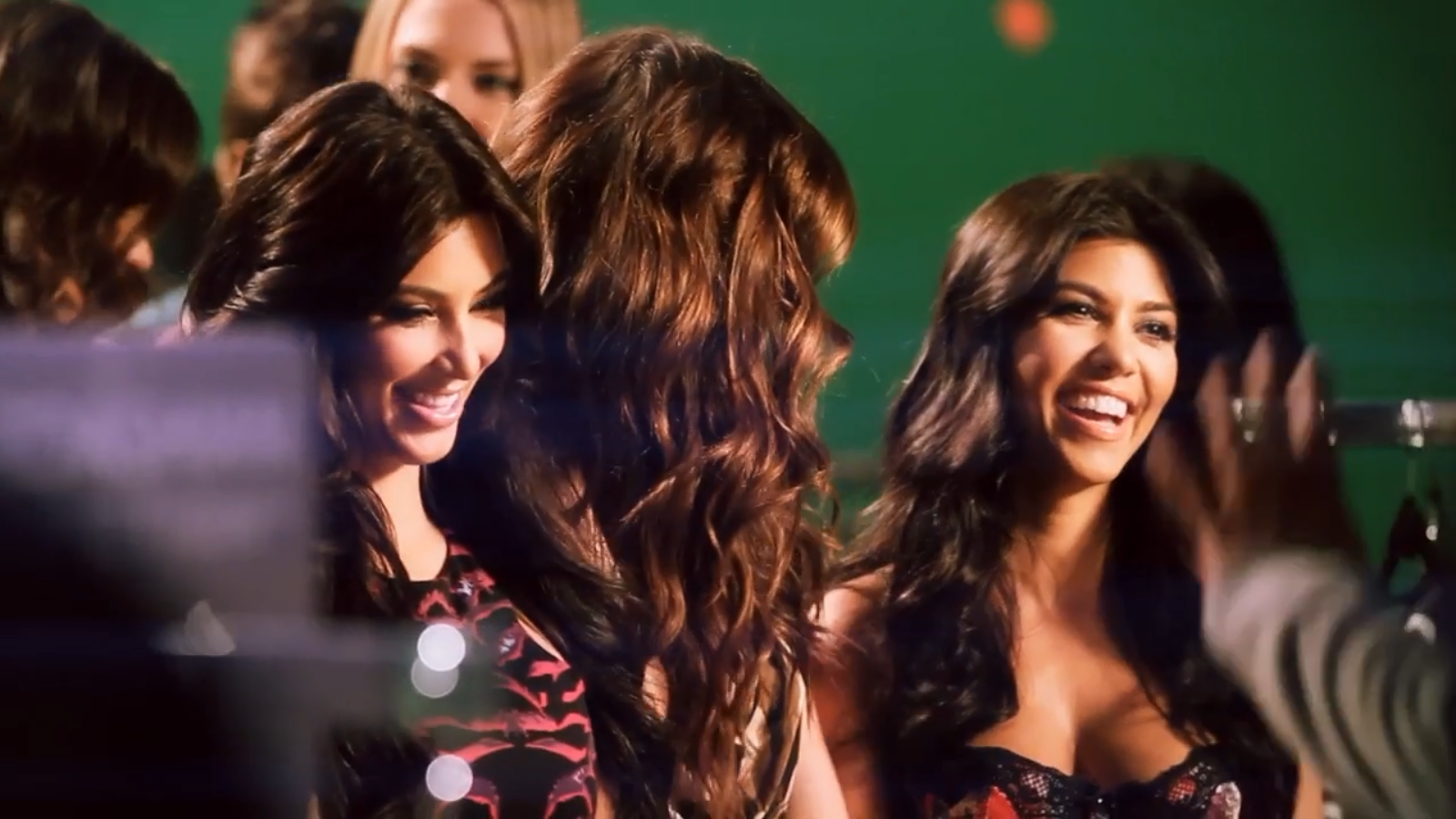
Gia đình nhà Kardashian.

Gia đình nhà Kardashian, hay còn gọi là gia đình Kardashian–Jenner, là một gia đình người Mỹ nổi tiếng trong lĩnh vực giải trí, truyền hình thực tế, thiết kế thời trang và kinh doanh. Được thành lập bởi Robert Kardashian và Kris Jenner, gia đình bao gồm các con của họ là Kourtney, Kim, Khloé và Rob Kardashian cùng các cháu. Sau khi Robert và Kris ly hôn năm 1991, Kris đã kết hôn với Caitlyn Jenner (Bruce) và sinh hai cô con gái: Kendall và Kylie Jenner. Những mối quan hệ họ hàng đáng chú ý của gia đình bao gồm anh chị em cùng cha khác mẹ với Kendall và Kylie (thông qua cuộc hôn nhân giữa Caitlyn cùng nữ diễn viên Linda Thompson), Brandon và Brody Jenner.
Kourtney trước đây từng hẹn hò với doanh nhân người Mỹ Scott Disick và có ba người con. Năm 2021, cô đính hôn với Travis Barker. Kim đã kết hôn với rapper và nhà sản xuất thu âm người Mỹ Kanye West; họ có bốn người con. Khloé trước đây từng hẹn hò với cầu thủ bóng rổ người Canada, Tristan Thompson; họ có một đứa con. Rob cũng từng hẹn hò với rapper kiêm người mẫu Mỹ Blac Chyna; họ có một đứa con. Kylie đang có mối quan hệ lâu dài với rapper kiêm ca sĩ người Mỹ Travis Scott và họ có hai con.
Robert Kardashian ban đầu nhận được sự chú ý vì là luật sư của O. J. Simpson trong vụ án giết người O. J. Simpson, tuy nhiên sau đó gia đình đã sử dụng cuốn băng sex năm 2002 của Kim với ca sĩ Ray J, Kim Kardashian, Superstar, để tạo nên một đế chế kinh doanh và truyền hình thực tế. Kể từ đó, họ được Glamour gọi là "gia đình nổi tiếng nhất nước Mỹ", "một trong những 'vương triều' gia đình có ảnh hưởng nhất trên thế giới" bởi Insider và là những người có ảnh hưởng lớn nhất trong những năm 2010 bởi Vogue. Gia đình cũng là chủ đề của cuốn sách Kardashian Dynasty: The Controversial Rise of America's Royal Family của Ian Halperin.
Được biết đến nhiều nhất khi tham gia vào các chương trình truyền hình thực tế, chương trình phát sóng lâu nhất của gia đình là Keeping Up with the Kardashians (2007–2021). Các phần spin-off cũng bao gồm Kourtney và Kim Take Miami (2009–2013); Kourtney và Khloé Take Miami (2009–2013); Kourtney và Kim Take New York (2011–2012); Khloé & Lamar (2013); Kourtney và Kim Take Miami (2014–2015); Kourtney và Khloé Take The Hamptons (2014–2015); Dash Dolls (2015) và Life of Kylie (2017).

## Hoàn cảnh gia đình
Robert Kardashian Sr. là con trai của Helen và Arthur Kardashian. Cả bốn ông bà của ông đều là người Armenia di cư từ Đế quốc Nga đến Hoa Kỳ vào đầu thế kỷ 20, có nguồn gốc từ các thị trấn Karakale và Erzurum ở Thổ Nhĩ Kỳ ngày nay. Gia đình đã rời Đế quốc Nga trước khi cuộc diệt chủng Armenia bắt đầu vào năm 1915.

## Tiếp nhận
Các thành viên trong gia đình và giới truyền thông đã ghi nhận Kim khi giúp gia đình trở nên nổi tiếng. Gia đình nhà Kardashian nhiều lần trở thành đối tượng bị chỉ trích vì nổi tiếng nhờ dựa hơi vào sự nổi tiếng. Một số người thậm chí còn nói rằng gia đình "không có kỹ năng nào thực sự ngoài chiêu trò". Vào cuối tháng 5 năm 2020, Forbes đã công bố một cuộc điều tra tài chính của Kylie, cáo buộc cô thiếu trung thực về danh xưng tỷ phú của mình. Tuy nhiên đến tháng 10 cùng năm, Kim, Kylie và Kris đều góp mặt trong Danh sách những phụ nữ giàu có nhất nước Mỹ của Forbes, và Kylie trở thành người phụ nữ trẻ nhất từng xuất hiện trong danh sách ở tuổi 23, với số tài sản 700 triệu USD. Tháng 4 năm sau, Kim được Forbes công bố là tỷ phú. Cuối năm đó, Kim và Kylie đã lọt vào danh sách Những người phụ nữ tự lập giàu nhất nước Mỹ hàng năm của Forbes, trong khi Kris bị loại. Kim xếp hạng 24 với giá trị tài sản 1,2 tỷ USD trong khi Kylie đứng thứ 51 với 620 triệu USD. Vogue tuyên bố gia đình nhà Kardashian đã "[...] chứng minh rằng mặc dù họ 'nổi tiếng nhờ nổi tiếng' vào những năm 2000, trong những năm 2010, họ đã trở thành một lực lượng văn hóa đáng được ghi nhận." Gia đình đã được trao chìa khóa đến Beverly Hills vào ngày 2 tháng 9 năm 2010, được sắp xếp một cách có chủ ý để khớp với mã bưu điện của khu vực là 90210.

## Cây gia đình

### Cây gia đình nhà Kardashian
- Tatos Saghatel Kardashian†, c. Hamas Shakarian†
  - Arthur Kardashian†, c. Helen Arakelian†
    - Robert Kardashian† (s. 22 tháng 2 năm 1944), c. Kris Houghton (s. 5 tháng 11 năm 1955)
      - Kourtney Kardashian (s. 18 tháng 4 năm 1979), từng kết hôn với Scott Disick (s. 26 tháng 5 năm 1983)
        - Mason Dash Disick (s. 14 tháng 12 năm 2009)
        - Penelope Scotland Disick (s. 8 tháng 7 năm 2012)
        - Reign Aston Disick (s. 14 tháng 12 năm 2014)

      - Kim Kardashian (s. 21 tháng 10 năm 1980), c. Kanye West (s. 8 tháng 6 năm 1977)
        - North West (s. 15 tháng 6 năm 2013)
        - Saint West (s. 5 tháng 12 năm 2015)
        - Chicago West (s. 15 tháng 1 năm 2018)
        - Psalm West (s. 20 tháng 5 năm 2019)

      - Khloé Kardashian (s. 27 tháng 6 năm 1984), từng kết hôn với Tristan Thompson (s. 13 tháng 3 năm 1991)
        - True Thompson (s. 12 tháng 4 năm 2018)

      - Rob Kardashian (s. 17 tháng 3 năm 1987), từng kết hôn với Blac Chyna (s. 11 tháng 5 năm 1988)
        - Dream Renée Kardashian (s. 10 tháng 11 năm 2016)

    - Barbara Kardashian Freeman
    - Thomas "Tom" Kardashian, c. Joan "Joanie" Roberts[14]

### Cây gia đình nhà Kardashian–Jenner
- William Hugh Jenner† c. Esther Ruth McGuire
  - Caitlyn Jenner (s. 28 tháng 10 năm 1949), c. Kris Kardashian (s. 5 tháng 11 năm 1955)
    - Kendall Jenner (s. 3 tháng 11 năm 1995)
    - Kylie Jenner (s. 10 tháng 8 năm 1997), có mối quan hệ lâu dài với Travis Scott (s. 30 tháng 4 năm 1991)
      - Stormi Webster (s. 1 tháng 2 năm 2018)
      - Wolf Webster (s. 2 tháng 2 năm 2022)

  - Burt Jenner† (1958-1976)

Cây gia đình nhà Kardashian-Jenner
|  |  |  |  |                     |                     |                     |                     |                     |                     |  |  |              |              |              |              |              |              |  |  | Robert Kardashian | Robert Kardashian | Robert Kardashian | Robert Kardashian | Robert Kardashian | Robert Kardashian |  |  |            |            |            |            |            |            |  |  |                  |                  |                  |                  |                  |                  | Kris Houghton | Kris Houghton | Kris Houghton    | Kris Houghton    | Kris Houghton    | Kris Houghton    |                  |                  |  |  |                |                |                |                |                |                |  |  |            |            |            |            |            |            |  |  |                |                |                |                |                |                | Caitlyn Jenner | Caitlyn Jenner | Caitlyn Jenner | Caitlyn Jenner | Caitlyn Jenner | Caitlyn Jenner |              |              |  |  |              |              |              |              |              |              |
|  |  |  |  |                     |                     |                     |                     |                     |                     |  |  |              |              |              |              |              |              |  |  | Robert Kardashian | Robert Kardashian | Robert Kardashian | Robert Kardashian | Robert Kardashian | Robert Kardashian |  |  |            |            |            |            |            |            |  |  |                  |                  |                  |                  |                  |                  | Kris Houghton | Kris Houghton | Kris Houghton    | Kris Houghton    | Kris Houghton    | Kris Houghton    |                  |                  |  |  |                |                |                |                |                |                |  |  |            |            |            |            |            |            |  |  |                |                |                |                |                |                | Caitlyn Jenner | Caitlyn Jenner | Caitlyn Jenner | Caitlyn Jenner | Caitlyn Jenner | Caitlyn Jenner |              |              |  |  |              |              |              |              |              |              |
|  |  |  |  |                     |                     |                     |                     |                     |                     |  |  |              |              |              |              |              |              |  |  |                   |                   |                   |                   |                   |                   |  |  |            |            |            |            |            |            |  |  |                  |                  |                  |                  |                  |                  |               |               |                  |                  |                  |                  |                  |                  |  |  |                |                |                |                |                |                |  |  |            |            |            |            |            |            |  |  |                |                |                |                |                |                |                |                |                |                |                |                |              |              |  |  |              |              |              |              |              |              |
|  |  |  |  |                     |                     |                     |                     |                     |                     |  |  |              |              |              |              |              |              |  |  |                   |                   |                   |                   |                   |                   |  |  |            |            |            |            |            |            |  |  |                  |                  |                  |                  |                  |                  |               |               |                  |                  |                  |                  |                  |                  |  |  |                |                |                |                |                |                |  |  |            |            |            |            |            |            |  |  |                |                |                |                |                |                |                |                |                |                |                |                |              |              |  |  |              |              |              |              |              |              |
|  |  |  |  | Kourtney Kardashian | Kourtney Kardashian | Kourtney Kardashian | Kourtney Kardashian | Kourtney Kardashian | Kourtney Kardashian |  |  | Scott Disick | Scott Disick | Scott Disick | Scott Disick | Scott Disick | Scott Disick |  |  | Kim Kardashian    | Kim Kardashian    | Kim Kardashian    | Kim Kardashian    | Kim Kardashian    | Kim Kardashian    |  |  | Kanye West | Kanye West | Kanye West | Kanye West | Kanye West | Kanye West |  |  | Khloé Kardashian | Khloé Kardashian | Khloé Kardashian | Khloé Kardashian | Khloé Kardashian | Khloé Kardashian |               |               | Tristan Thompson | Tristan Thompson | Tristan Thompson | Tristan Thompson | Tristan Thompson | Tristan Thompson |  |  | Rob Kardashian | Rob Kardashian | Rob Kardashian | Rob Kardashian | Rob Kardashian | Rob Kardashian |  |  | Blac Chyna | Blac Chyna | Blac Chyna | Blac Chyna | Blac Chyna | Blac Chyna |  |  | Kendall Jenner | Kendall Jenner | Kendall Jenner | Kendall Jenner | Kendall Jenner | Kendall Jenner |                |                | Kylie Jenner   | Kylie Jenner   | Kylie Jenner   | Kylie Jenner   | Kylie Jenner | Kylie Jenner |  |  | Travis Scott | Travis Scott | Travis Scott | Travis Scott | Travis Scott | Travis Scott |
|  |  |  |  | Kourtney Kardashian | Kourtney Kardashian | Kourtney Kardashian | Kourtney Kardashian | Kourtney Kardashian | Kourtney Kardashian |  |  | Scott Disick | Scott Disick | Scott Disick | Scott Disick | Scott Disick | Scott Disick |  |  | Kim Kardashian    | Kim Kardashian    | Kim Kardashian    | Kim Kardashian    | Kim Kardashian    | Kim Kardashian    |  |  | Kanye West | Kanye West | Kanye West | Kanye West | Kanye West | Kanye West |  |  | Khloé Kardashian | Khloé Kardashian | Khloé Kardashian | Khloé Kardashian | Khloé Kardashian | Khloé Kardashian |               |               | Tristan Thompson | Tristan Thompson | Tristan Thompson | Tristan Thompson | Tristan Thompson | Tristan Thompson |  |  | Rob Kardashian | Rob Kardashian | Rob Kardashian | Rob Kardashian | Rob Kardashian | Rob Kardashian |  |  | Blac Chyna | Blac Chyna | Blac Chyna | Blac Chyna | Blac Chyna | Blac Chyna |  |  | Kendall Jenner | Kendall Jenner | Kendall Jenner | Kendall Jenner | Kendall Jenner | Kendall Jenner |                |                | Kylie Jenner   | Kylie Jenner   | Kylie Jenner   | Kylie Jenner   | Kylie Jenner | Kylie Jenner |  |  | Travis Scott | Travis Scott | Travis Scott | Travis Scott | Travis Scott | Travis Scott |

Nguồn: